# Thumathoides fumosa
Thumathoides fumosa är en fjärilsart som beskrevs av Holloway 1979. Thumathoides fumosa ingår i släktet Thumathoides och familjen björnspinnare. Inga underarter finns listade i Catalogue of Life.